# Badiraguato
Badiraguato è una municipalità dello stato di Sinaloa, nel Messico settentrionale, il cui  capoluogo è la località omonima.
Conta 31.821 abitanti (2015) e ha una estensione di 5.864,75 km².
Il nome significa "ruscello con molte colline" in lingua P'urhépecha.